# Білоруський металургійний завод
Білоруський металургійний завод, БМЗ (біл. Беларускі металургічны завод, біл. тарашк. Беларускі мэталюргічны завод) — металургійний завод з неповним виробничим циклом у місті Жлобині в Білорусі. Спроектований і побудований австрійською металургійною компанією «Фестальпіне» з залученням нею низки інших закордонних фірм. Почав роботу 1984 року.
Завод переробляє металобрухт. Випускає заготовку квадратну, круглу, трубну, сортовий прокат, арматуру, катанку, металокорд, безшовні труби та іншу продукцію. Завод має досвід постачання продукції у понад як 60 країн світу.
На заводі працює від 12 тис. осіб.

## Історія
Завод було спроектовано і побудовано австрійською фірмою «Фестальпіне». Будівництво було розпочате у 1982 році і виконано за 34 місяці (від укладання договору до здачі «під ключ»). Фірма також постачила обладнання для заводу. «Фестальпіне» залучала до будівництва також низку інших закордонних компаній. Пізніше вона спорудила на БМЗ комплекс з виробництва металокорду потужністю 25 тис. т і латунованого дроту потужністю 10 тис. т. Комплекс було обладнано італійською фірмою «Danieli». Об'ємно-планувальні, конструктивні і інженерно-технічні рішення цеху значно відрізнялися від вітчизняних аналогів і представляли інтерес для радянських спеціалістів На 2-му З'їзді народних депутатів СРСР висловлювалася думка про те, що фірмою «Фестальпіне» роботи при будівництві заводу були краще організовані порівняно з організацією робіт на будівництві такого самого за потужністю Молдовського металургійного заводу, яке провадилося Мінбудом СРСР.

## Сучасний стан
Виробничі потужності заводу дозволяють виробляти до 2 млн т сталі на рік. Завод випускає заготовки, сортопрокат, арматуру, трубопрокат, металокорд. Система забезпечення якості продукції за стандартом ISO 9002 і QS 9000.

## Міжнародні санкції
З травня 2023 року завод перебуває під санкціями України.
У серпні 2023 року БМЗ потрапив під санкції Євросоюзу. У тому ж місяці до цих санкцій приєдналися Швейцарія, Північна Македонія, Чорногорія, Албанія, Україна, Боснія і Герцеговина, Ісландія, Ліхтенштейн і Норвегія.
Також із серпня 2023 року БМЗ, гендиректор заводу Дмитро Корчик і пов'язана із заводом компанія BEL-KAP-STEEL перебувають у санкційному списку США.
Наприкінці 2023 року вийшло кілька журналістських розслідувань про обхід санкцій ЄС та США проти БМЗ.
У січні 2025 року санкції проти БМЗ запровадила Канада.